# Alcithoe jaculoides
Alcithoe jaculoides là một loài ốc biển lớn, là động vật thân mềm chân bụng sống ở biển trong họ Volutidae, họ ốc dừa. Loài này có ở ly dọc theo bờ biển của đảo North, New Zealand.

## Phân bố
- New Zealand Exclusive Economic Zone[2]